# Kong que
Kong que (Kong que) è un film del 2005 diretto da Gu Changwei.

## Riconoscimenti
- Orso d'argento al festival di Berlino (2005)